# Agrostis vimealis
Agrostis vimealis é uma espécie de gramínea do gênero Agrostis, pertencente à família Poaceae.